# Luis Brezzo Paredes
Luis Brezzo Paredes (Montevideo, 20 de març de 1939 - ibídem, 20 de setembre de 2002) va ser un empresari i polític uruguaià, pertanyent al Partit Colorado.

## Biografia
Empleat en el sector bancari, va ser dirigent de l'Associació d'Empleats Bancaris de l'Uruguai (AEBU). També va estudiar enginyeria i va treballar com a periodista.
El 1985, en restaurar-se la democràcia al país, va ser nomenat director de la Direcció Nacional de Treball, òrgan dependent del Ministeri de Treball i Seguretat Social, la titularitat del qual ocupava Hugo Fernández Faingold. El 1989 va substituir a aquest davant l'esmentat càrrec, romanent en el càrrec durant els darrers mesos de la presidència de Julio María Sanguinetti.
Fundador i dirigent del Fòrum Batllista, durant les eleccions de 1994, en les quals Sanguinetti va obtenir un nou mandat presidencial, va ser elegit senador. Va assumir aquesta banca fins al 1999, quan Sanguinetti el va nomenar ministre de Ramaderia, Agricultura i Pesca.
Durant les eleccions d'octubre de 1999 va ser elegit novament senador. En març de 2000, el nou president Jorge Batlle el va nomenar ministre de Defensa Nacional, ocupant el càrrec fins a la seva mort dos anys després.